# 외스테르예틀란드 여공작 에스텔 공주
에스텔 실비아 에바 메리(스웨덴어: Estelle Silvia Ewa Mary, 2012년 2월 23일 ~ )는 스웨덴 왕실의 일원으로, 베스테르예틀란드 공작 다니엘과 스웨덴 왕세녀 빅토리아의 장녀이다. 그녀는 칼 16세 구스타프 왕의 장손이며, 그녀의 어머니에 이어 스웨덴 왕위 계승 서열 2위이다.